# بوكلبوري
بوكلبوري (بالإنجليزية: Bucklebury)‏ هي قرية وأبرشية مدنية تقع في المملكة المتحدة في إنجلترا. يقدر عدد سكانها بـ 2,116 نسمة ومساحتها 21.82 كم2 .